# Necydalosaurus mysticus
Necydalosaurus mysticus är en skalbaggsart som beskrevs av Friedrich F. Tippmann 1960. Necydalosaurus mysticus ingår i släktet Necydalosaurus och familjen långhorningar.
Artens utbredningsområde är Panama. Inga underarter finns listade i Catalogue of Life.